# الكسندر روبنسون
الكسندر روبنسون (14 أغسطس 1924 في أستراليا - 18 يونيو 2012) (بالإنجليزية: Alexander Robinson)‏ هو لاعب كريكت أسترالي.

## وصلات خارجية
- الكسندر روبنسون على موقع إي آس بي آن كريك إنفو (الإنجليزية)